# Менискус
Менискусът е дисковиден хрущял с формата на полумесец, чиято функция е да подобри триенето на ставните повърхности и да разпределя натоварването вътре в колянната става. Всяко коляно има 2 менискуса – латерален и медиален. Латералният (външен) менискус се разполага под външната издутина на бедрената кост, а медиалният (вътрешен) – под вътрешната. Двата менискуса възпрепятстват бързото износване на ставата и не позволяват триенето между бедрената кост и подбедрицата. Менискусите също така поемат голяма част от натоварването по време на рязко скачане и приземяване на крака.

## Лечение при скъсан менискус
1. Консервативно лечение с помощта на скъпоструващи манипулации и лекарства. Важно е, ако се започне веднъж лечението, да не се прекъсва, а за него е нужно дълго време. За да се лекува обаче менискус по този начин, трябва той да не е скъсан докрай.
2. Чрез менисцектомия – оперативно отстраняване на менискуса. Операцията не е трудна и възстановяването става бързо, тъй като менискът е орган, който ако се скъса, няма да зарасне. Няколко дни след операцията може да се започне рехабилитация.